# 14. Waffen-Grenadier-Division der SS (galizische Nr. 1)
Die 14. Waffen-Grenadier-Division der SS (galizische SS-Division Nr. 1) war eine Division der Waffen-SS, die 1943 mit ukrainischen Freiwilligen und sogenannten Volksdeutschen aufgestellt wurde. Der Beiname „galizische Nr. 1“ bezieht sich auf die Region Galizien. Die Einheit wird auch als Waffen-SS-Division Galizien bezeichnet.
Im Dezember 1943 betrug die Stärke der Division 12.634 Mann, im Juni 1944 bereits 15.299 Mann und im Dezember 1944 22.000 Mann. Sie wurde auf dem Balkan (Juni 1943 bis März 1944), an der Ostfront (März 1944 bis Juli 1944) und in Polen und der Tschechoslowakei (Juli 1944 bis Mai 1945) eingesetzt.

## Geschichte

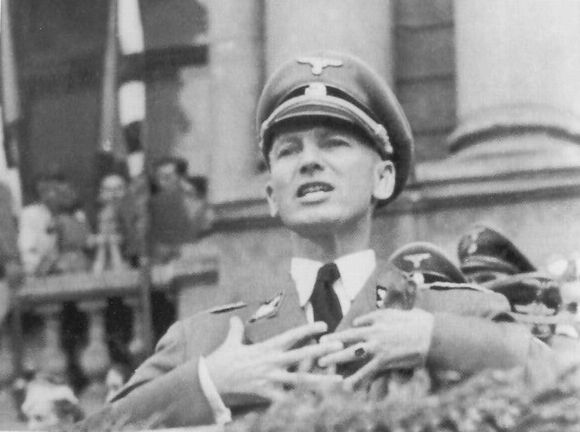
Distriktgouverneur von Lemberg Otto Wächter begrüßt die Freiwilligen der SS Galizien. Lemberg, 18. Juli 1943.

Die Angehörigen der Division stammten aus dem Raum Lemberg. Ab Juli 1943 wurden sieben Regimenter der „SS-Freiwilligen-Division Galizien“ zu je 2000 Mann aufgestellt. Treibende Kraft und Ausgangsperson war der Distriktgouverneur von Lemberg Otto Wächter.
Die Mannschaften wurden vorwiegend vom Melnyk-Flügel der Organisation Ukrainischer Nationalisten gestellt. Die Bandera-Fraktion lehnte die Gründung der Division ab. Die Ausbildung wurde bis zum Sommer 1944 abgeschlossen.

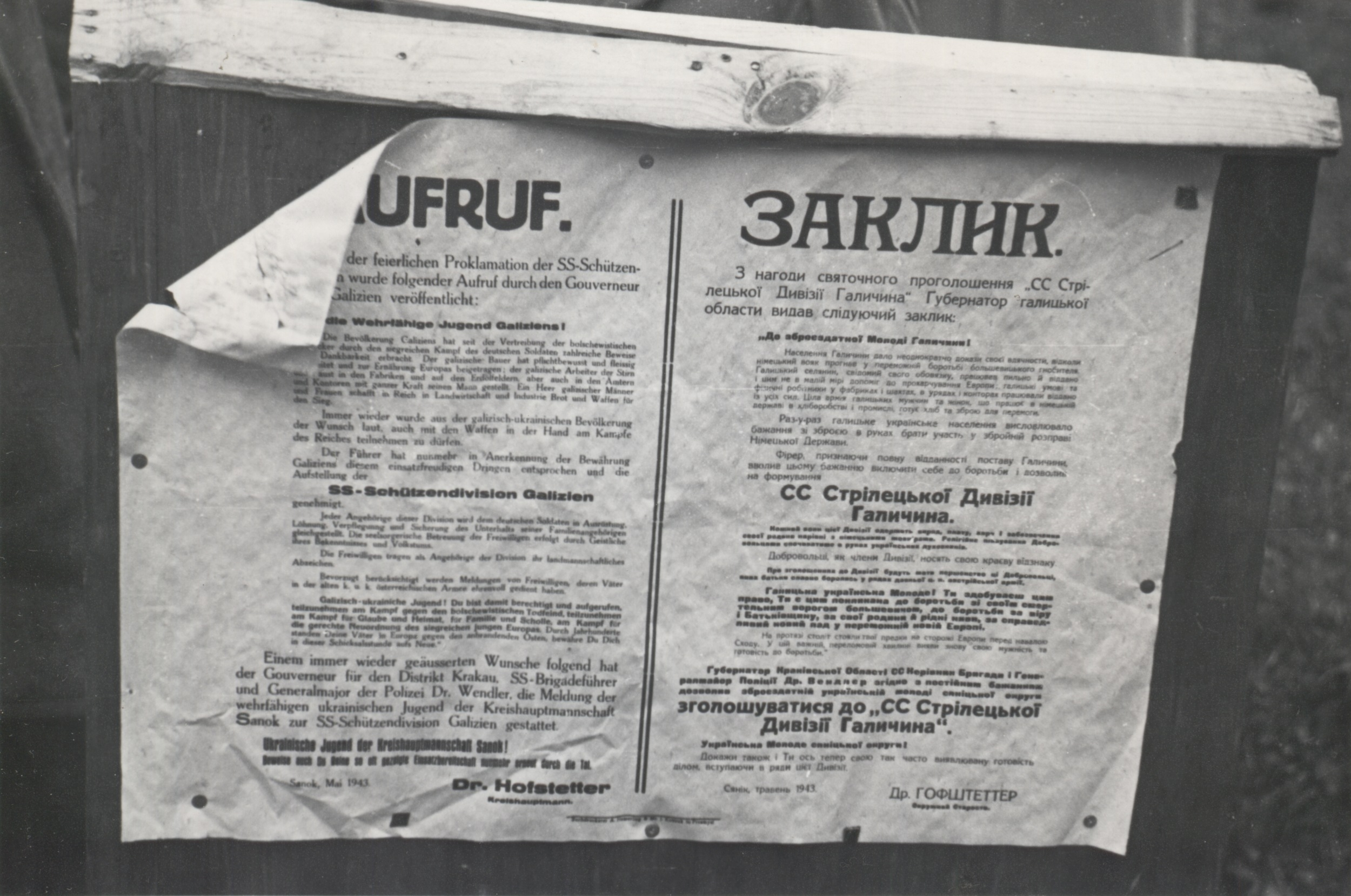
Ein Aufruf des Kreishauptmanns, in die SS-Galizien einzutreten. (Sanok, Mai 1943)

Bereits Anfang 1944 wurde die etwa 2000 Mann starke „Kampfgruppe Beyersdorff“ herausgelöst, die beim Kampf gegen polnische Partisanenverbände helfen sollte und dabei mehr als 1500 Zivilisten folterte und ermordete, bevor sie wieder zum Rest der Einheit stieß. Über die Rolle der SS-Division „Galizien“ herrscht vor allem zwischen national gesinnten Ukrainern und Polen starke Uneinigkeit.

Von polnischen und amerikanischen Historikern werden der Division eine Reihe Verbrechen zugerechnet, die jedoch noch nicht vollständig bewiesen sind. Als gesichert gilt die Beteiligung der Kampfgruppe Beyersdorff bei den Massakern von Pidkamin, Huta-Pieniacka und Palikrowy. 

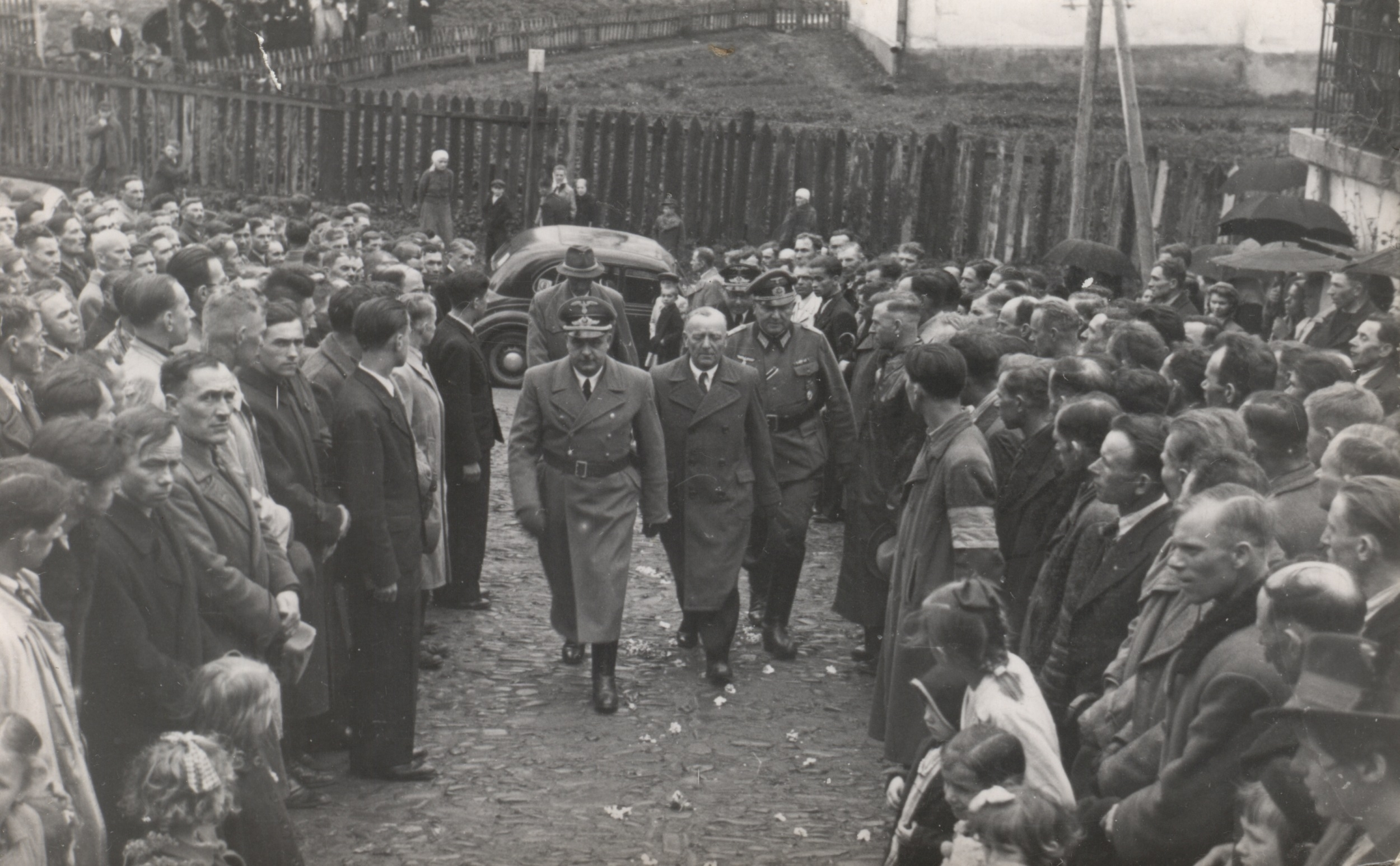
Hans Frank und Johann Anton Hofstetter. Die ersten ukrainischen Freiwilligen bei der SS-Galizien. Sanok, 1943

Im Juni 1944 wurde die Division der 1. Panzerarmee der Wehrmacht unterstellt und geriet in den Kessel bei Brody. 3.000 Mann der Division konnten sich zu den deutschen Linien durchschlagen, etwa 1.000 zur UPA. Die Division wurde aus aufgelösten galizischen Polizeiregimentern auf dem Truppenübungsplatz Neuhammer neu aufgestellt und am 28. September 1944 als Besatzungstruppe in die Slowakei verlegt. Der Namenszusatz wurde nun in „ukrainische Nr. 1“ geändert.
Im April 1945 wurde die Division als 1. Division der Ukrainischen National-Armee neu formiert und dem ukrainischen Nationalkomitee unter der Leitung von Pawlo Schandruk unterstellt. Sie stand damals in Österreich und wurde nun auf die Ukraine vereidigt.
Am 8. Mai 1945 ergab sich die Division bei Tamsweg und Judenburg britischen Truppen. Da die meisten Soldaten aus Galizien stammten, galten sie als polnische Staatsbürger und wurden nicht an die Sowjetunion ausgeliefert, sondern in Rimini interniert. Viele wanderten nach ihrer Entlassung nach Kanada, den USA und Australien aus.

### Weitere Divisionsnamen
SS-Schützendivision „Galizien“ (Mai 1943)
14. SS-Freiwilligen-Division „Galizien“ (30. Juni bis 22. Oktober 1943)
14. Galizische SS-Freiwilligen-Division (22. Oktober 1943 bis 27. Juni 1944)
14. Waffen-Grenadier-Division der SS (galizische Nr. 1) (27. Juni bis 12. November 1944)
14. Waffen-Grenadier-Division der SS (ukrainische Nr. 1) (12. November 1944 bis 25. April 1945)
1. Ukrainische Division der Ukrainischen National-Armee (25. April bis 8. Mai 1945)

## Kommandeure
- 30. Juli bis 19. Oktober 1943 SS-Brigadeführer und Generalmajor der Waffen-SS Walter Schimana
- 20. Oktober 1943 bis Juli 1944 SS-Brigadeführer und Generalmajor der Waffen-SS Fritz Freitag
- Juli bis 5. September 1944 SS-Oberführer Nikolaus Heilmann
- 5. September 1944 bis 24. April 1945 SS-Brigadeführer und Generalmajor der Waffen-SS Fritz Freitag

## Berühmte Angehörige
- Jaroslaw Hunka

## Gliederung
- Waffen-Grenadier-Regiment der SS 29 (galizisches Nr. 1)
- Waffen-Grenadier-Regiment der SS 30 (galizisches Nr. 2)
- Waffen-Grenadier-Regiment der SS 31 (galizisches Nr. 3)
- Waffen-Artillerie-Regiment der SS 14
  - Waffen-Füsilier-Bataillon 14
  - SS-Freiwilligen-Flak-Abteilung 14
  - Waffen-Nachrichten-Abteilung der SS 14
  - SS-Radfahr-Bataillon 14
  - Waffen-Pionier-Bataillon der SS 14
    - Waffen-Panzerjager-Kompanie 14

  - SS-Sanitäts-Abteilung 14
    - SS-Veterinär-Kompanie 14
- SS-Division-Nachschubtruppen 14
  - SS-Wirtschafts-Bataillon 14
    - SS-Versorgungs-Kompanie 14
      - SS-Feldpostamt 14
      - SS-Kriegsberichter-Zug 14
      - SS-Feldgendarmerie-Trupp 14

  - SS-Feldersatz-Bataillon 14

## Nachwirkung

### Historische Einordnung und Beurteilung

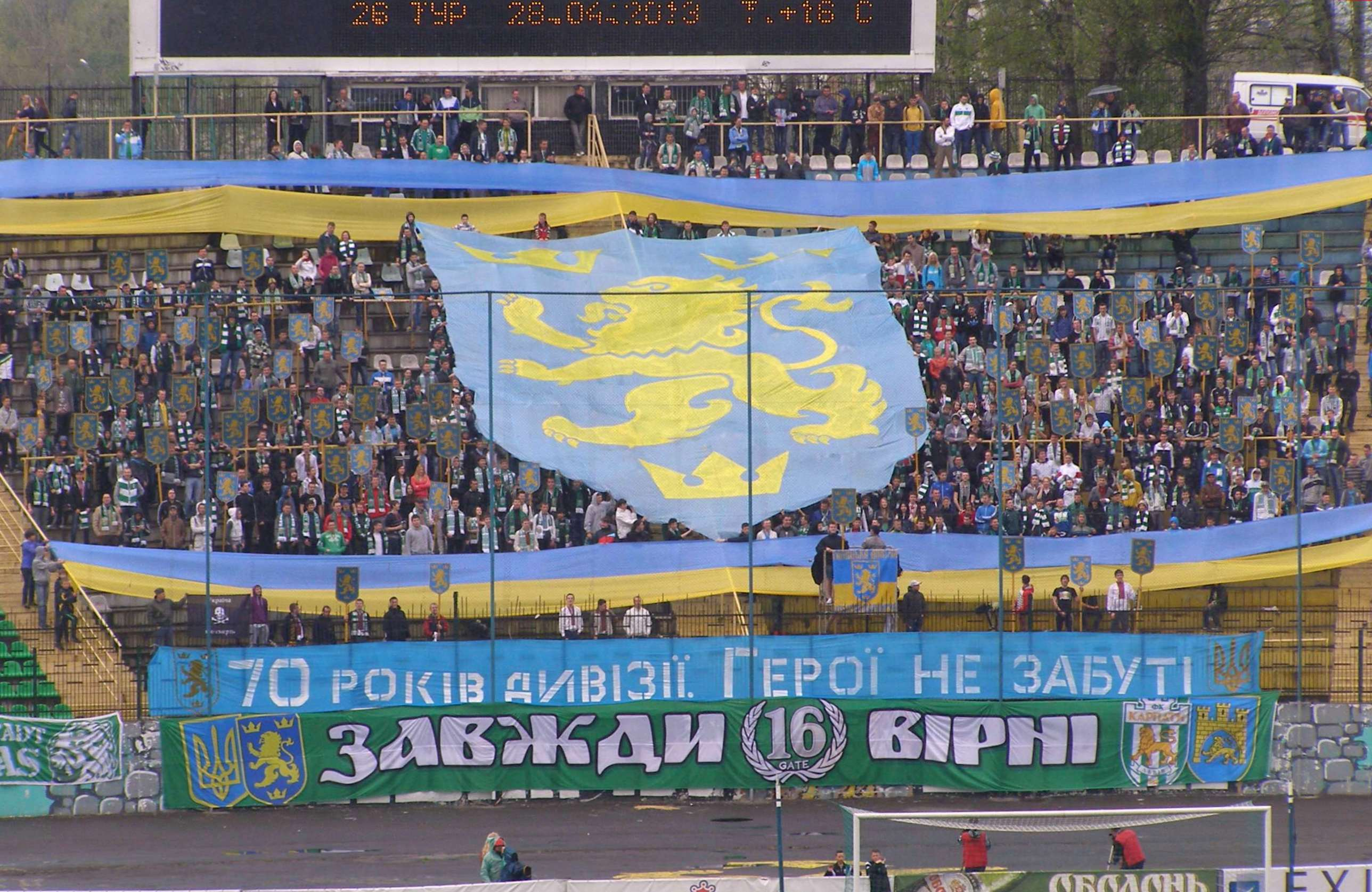
Fans des westukrainischen Fußballclubs Karpaty Lwiw zeigten zum 70-jährigen Jubiläum der Einheit ein Banner mit dem Abzeichen der Division „Galizien“, 2013

Nationalistische Gruppen in der ukrainischen Diaspora entwickelten nach dem Zweiten Weltkrieg ein Narrativ, das die Organisation Ukrainischer Nationalisten, Ukrainischen Aufständischenarmee und ihrer Führer heroisierte und gleichzeitig Faschismus und Verbrechen bei ihnen abstritt. Diese Sicht schloss auch die SS-Division „Galizien“ ein und erhielt in der Ukraine unter Präsident Wiktor Juschtschenko einige Förderung.
Das von 2014 bis 2019 von Volodymyr Viatrovych geleitete Ukrainische Institut für nationales Gedenken vertritt eine ähnliche Sicht und beeinflusst damit die Geschichtswahrnehmung in der ukrainischen Gesellschaft nach der Revolution 2014. So wird die Division heute trotz Unklarheit und Ambivalenz von Ukrainern aus dem nationalistischen, aber auch dem bürgerlichen Spektrum vor allem in Galizien positiv gesehen und verehrt.
In der Stadt Lwiw findet organisiert von der nationalistischen Gruppierung „Autonomer Widerstand“ seit 2010 jährlich am 28. April eine Parade zu Ehren der SS-Division statt, bei der neben Veteranen auch Vertreter anderer nationalistischer Organisationen teilnehmen.
In den Städten Iwano-Frankiwsk und Ternopil wurde jeweils eine Straße nach der Division Galizien benannt. Am 23. Juli 2017 fanden in Tscherwone, Rajon Solotschiw (Lwiw) eine Gedenkandacht und eine feierliche Umbettung der Überreste von 23 beim Versuch der Flucht aus dem Kessel von Brody gefallenen Soldaten der Division statt, an der u. a. Veteranen und Vertreter der staatlichen Gebietsverwaltung teilnahmen. Statisten und Veteranen trugen dabei Uniformen der Division.
Am 23. September 2020 entschied der Oberste Gerichtshof der Ukraine, dass die Symbole der SS-Division Galizien nicht mit dem Nationalsozialismus in Verbindung gebracht würden und daher im Land nicht verboten werden können.
Eine Ehrung des ehemaligen Divisionsangehörigen Jaroslaw Hunka durch das kanadische Unterhaus im Jahr 2023, während des russischen Angriffskriegs gegen die Ukraine und im Beisein des ukrainischen Präsidenten Wolodymyr Selenskyj, führte zu internationalen Protesten.

### Denkmäler und Gräber

#### Österreich
In mehreren Städten Österreichs, wo die 14. Waffen-Grenadier-Division der SS (galizische Nr. 1) an Kampfhandlungen teilnahm, wurden Denkmäler für die Division errichtet. Meist wird dabei verschwiegen, dass es sich hierbei um eine an Kriegsverbrechen beteiligte SS-Division handelt. Allerdings sind auf den meisten dieser Denkmäler die Abzeichen der Division abgebildet.

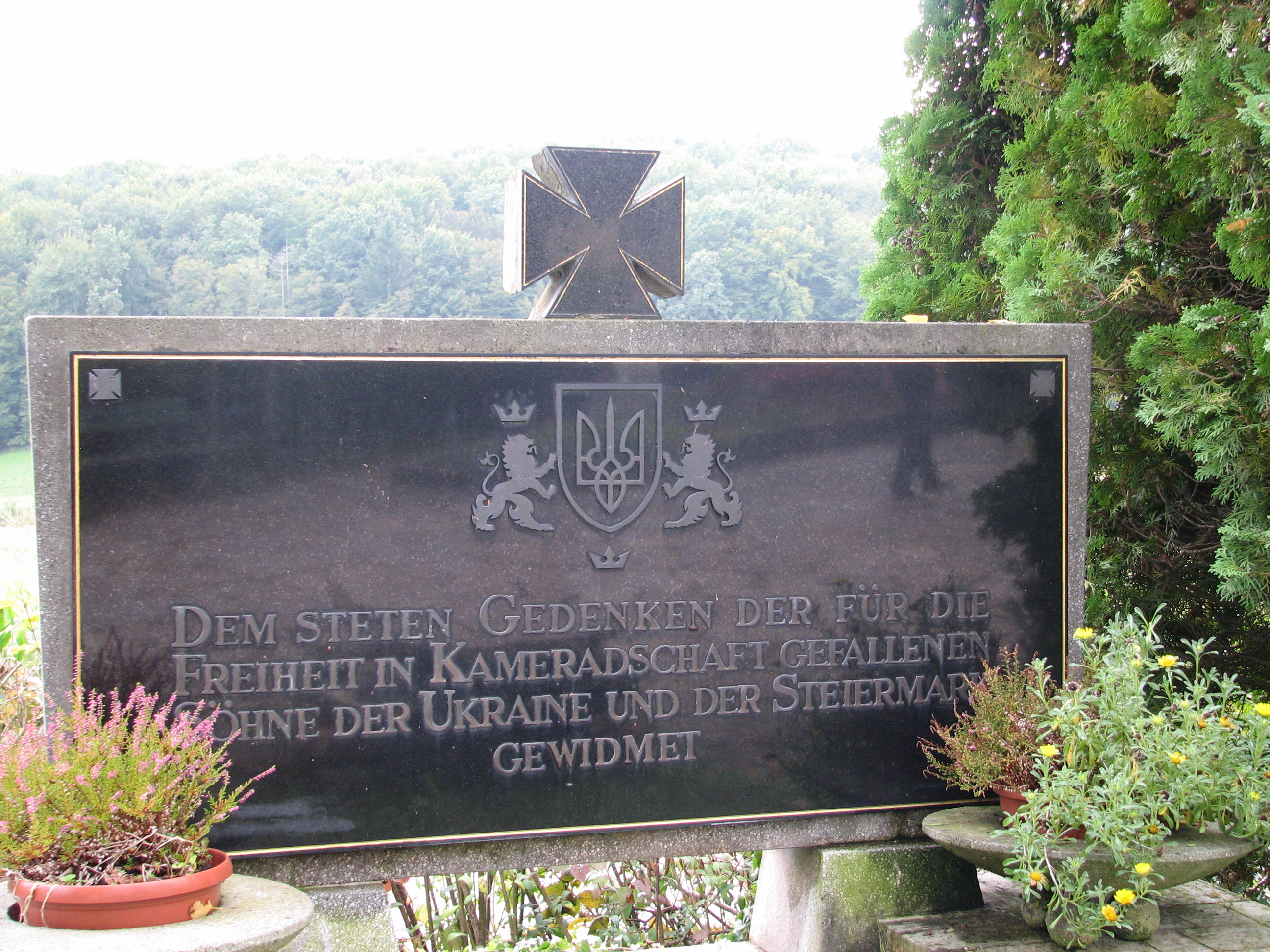
Denkmal in Bad Gleichenberg
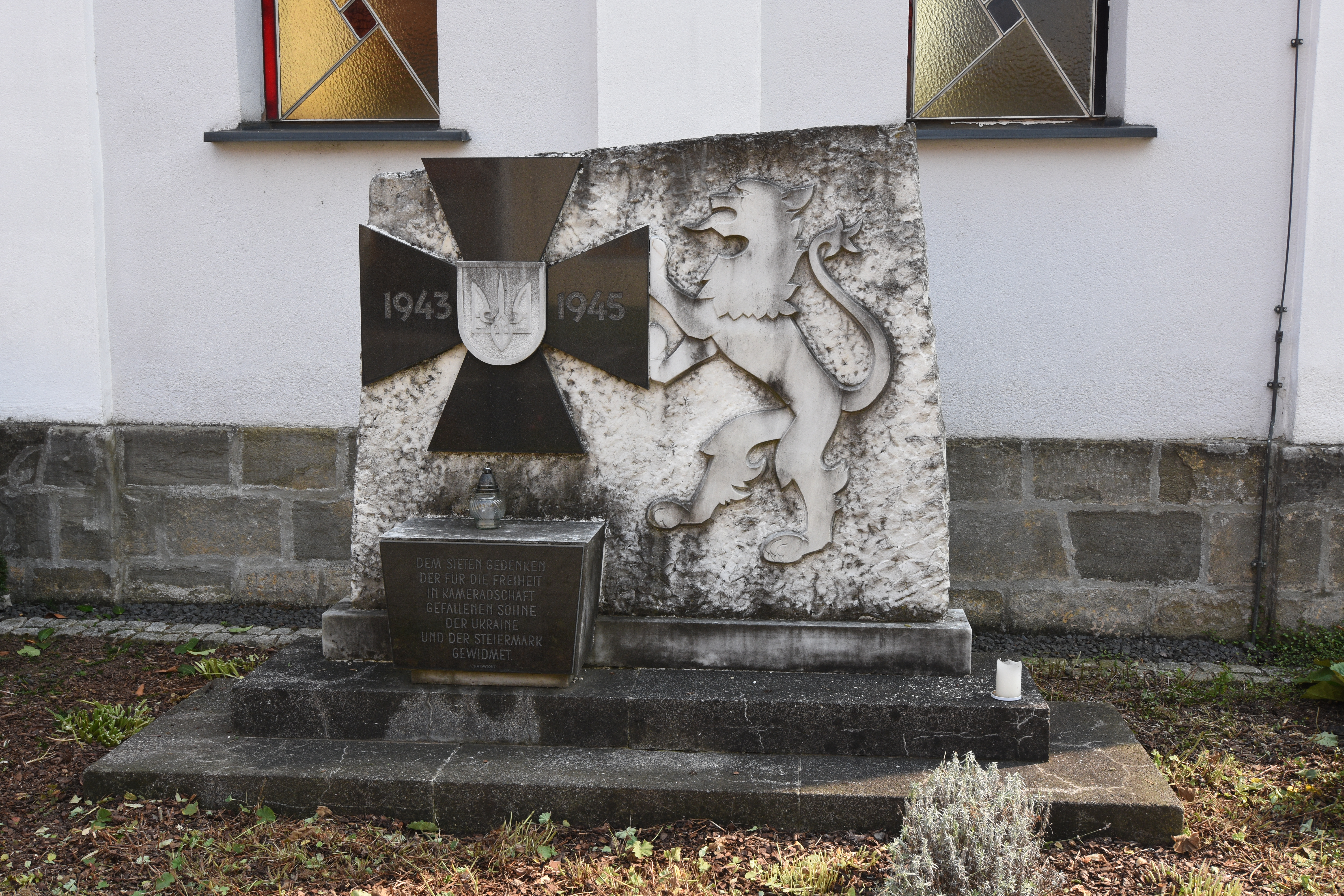
Denkmal in Bierbaum am Auersbach
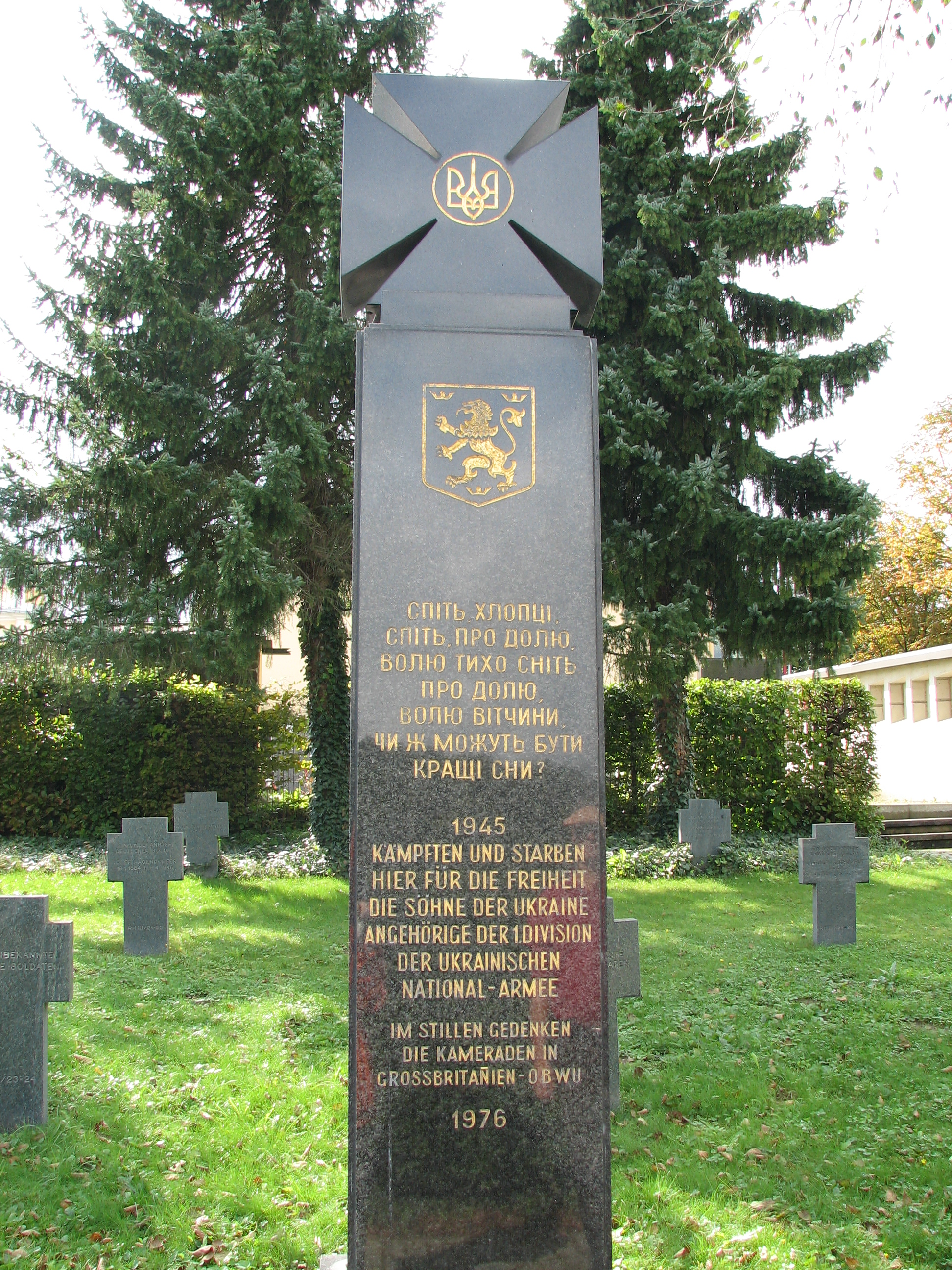
Denkmal in Trautmannsdorf

#### Bad Gleichenberg
Auf dem Friedhof des Ortes Bad Gleichenberg befindet sich ein Denkmal, das den „gefallenen Söhnen der Ukraine“ gewidmet ist. Darauf zu sehen sind auch zwei Löwen, die dem Abzeichen der SS-Division entlehnt sind.

#### Bierbaum am Auersbach
An der Mauer der Pfarrkirche Bierbaum am Auersbach ist ein Kriegerdenkmal angebracht mit der Inschrift: „Dem steten Gedenken der für die Freiheit in Kameradschaft gefallenen Söhne der Ukraine und der Steiermark gewidmet.“ In dominierender Größe ist weiters als Zeichen der Einheit der galizische Löwe angebracht.

##### Trautmannsdorf
Auf dem Friedhof des Ortsteils Trautmannsdorf in Oststeiermark wird der Division gedacht, wobei an dieser Stelle die Bezeichnung „Ukrainische National-Armee“ verwendet wird – eine Bezeichnung, die die Division in den letzten 14 Tagen vor der Kapitulation 1945 trug. Auch hier wird das Abzeichen der Division verwendet.

##### Feldbach

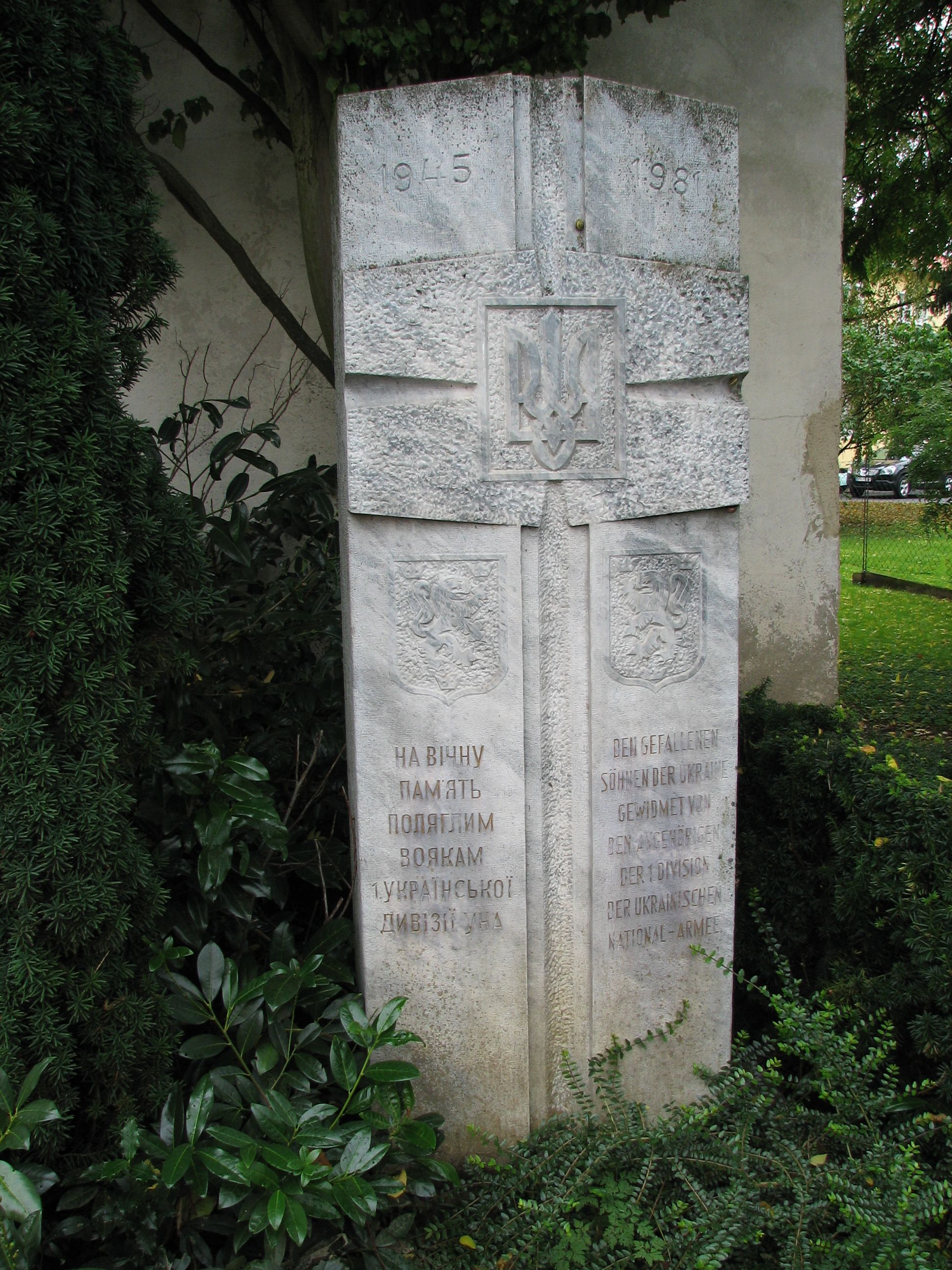
Denkmal am Pfarrplatz
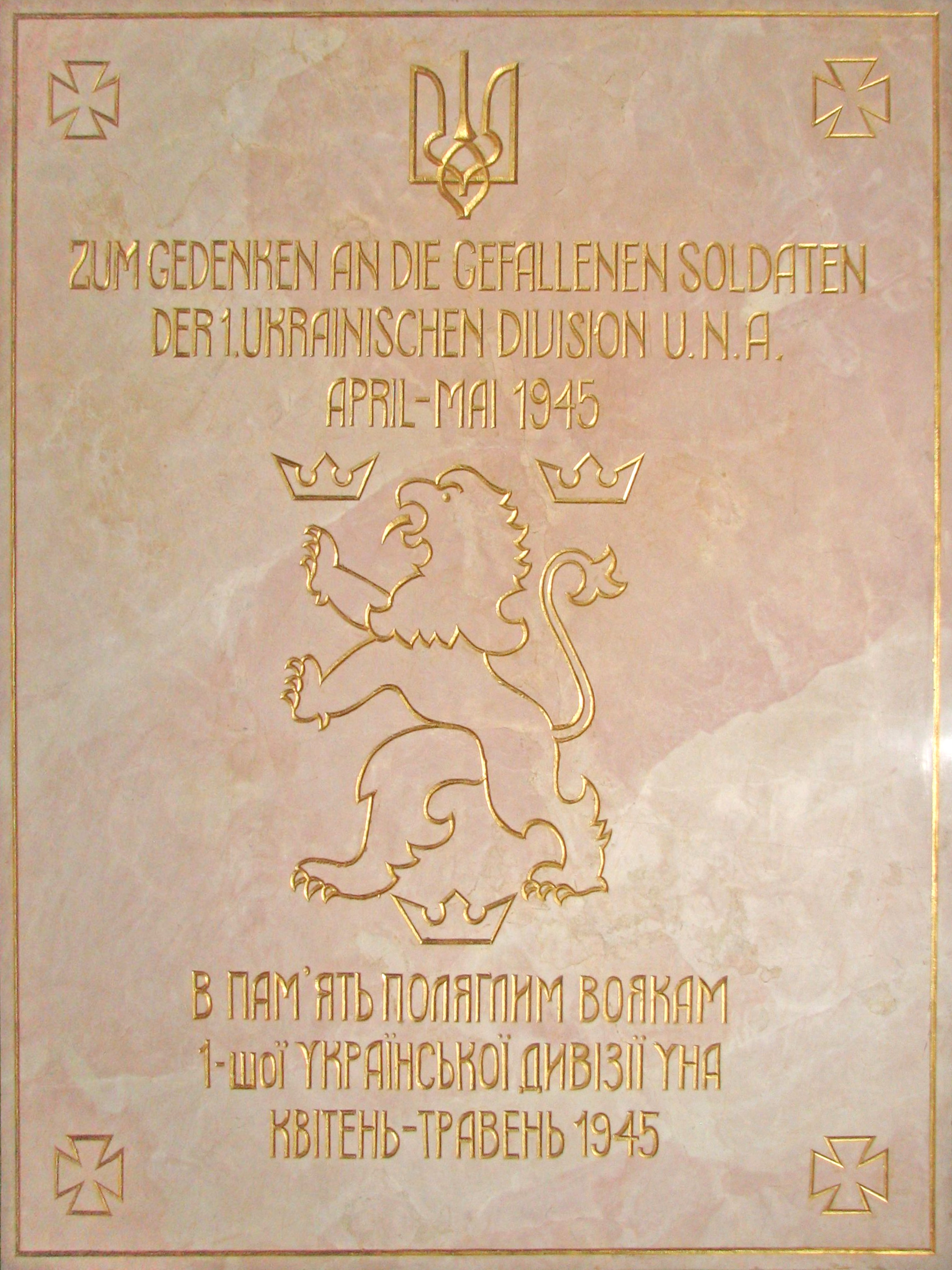
Gedenktafel in der Alten Pfarrkirche
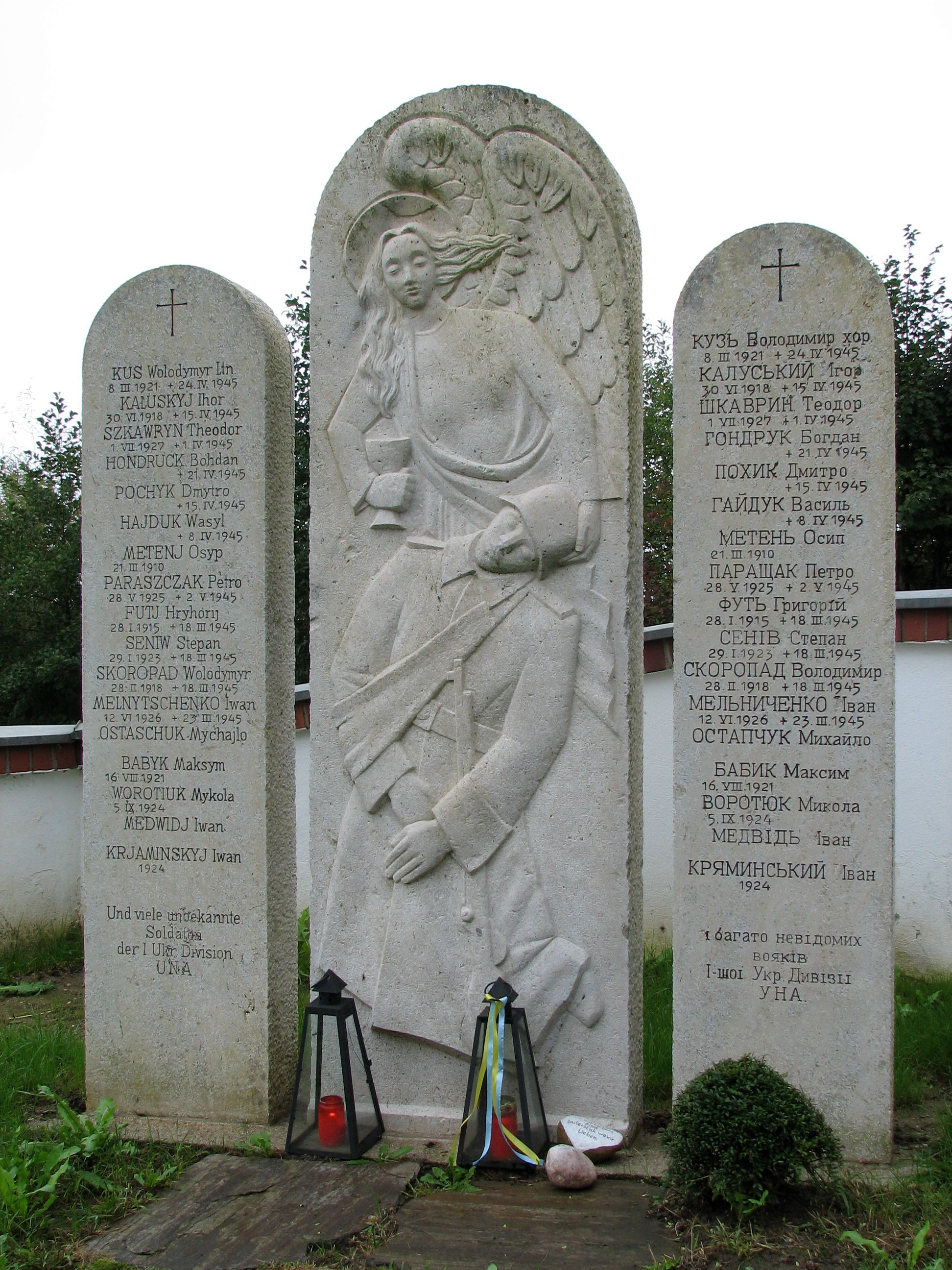
Denkmal am Soldatenfriedhof

In der Stadt Feldbach wird der Division „Galizien“ für ihre Beihilfe im Abwehrkampf gegen die Rote Armee gedacht. Am Pfarrplatz befindet sich ein 1981 offiziell enthülltes Denkmal für die „1. Division der Ukrainischen National-Armee“ – eine Bezeichnung, welche die Division in den letzten 14 Tagen vor der Kapitulation 1945 trug. Darauf abgebildet war auch das originale Verbandsabzeichen der SS-Einheit. In der Alten Pfarrkirche erinnert seit 1954 eine Gedenktafel an die Angehörigen der Division. Im Januar 2018 wurden die umstrittenen Abzeichen von den Denkmälern entfernt.

##### Gnas

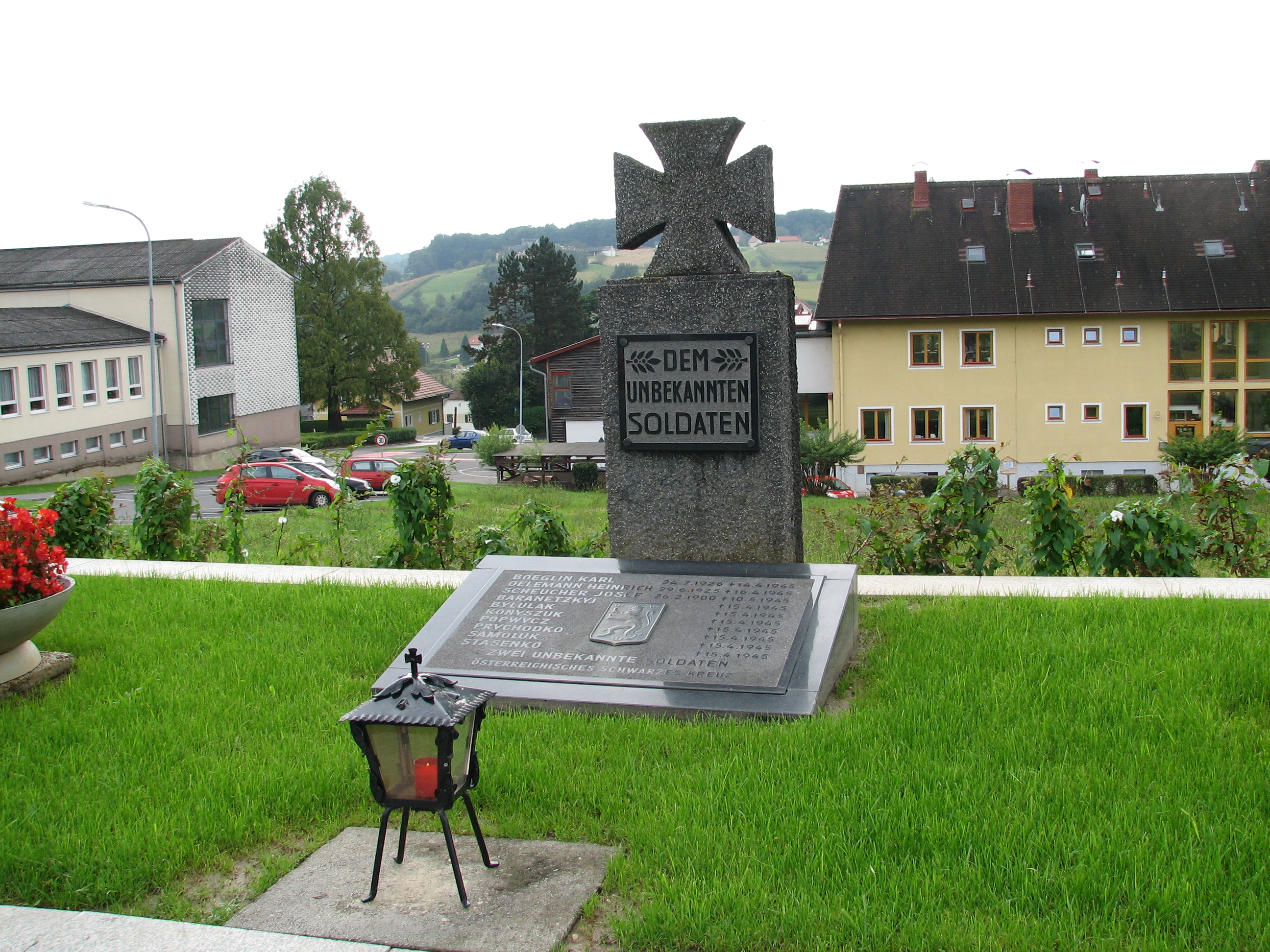
Das Denkmal auf dem örtlichen Friedhof
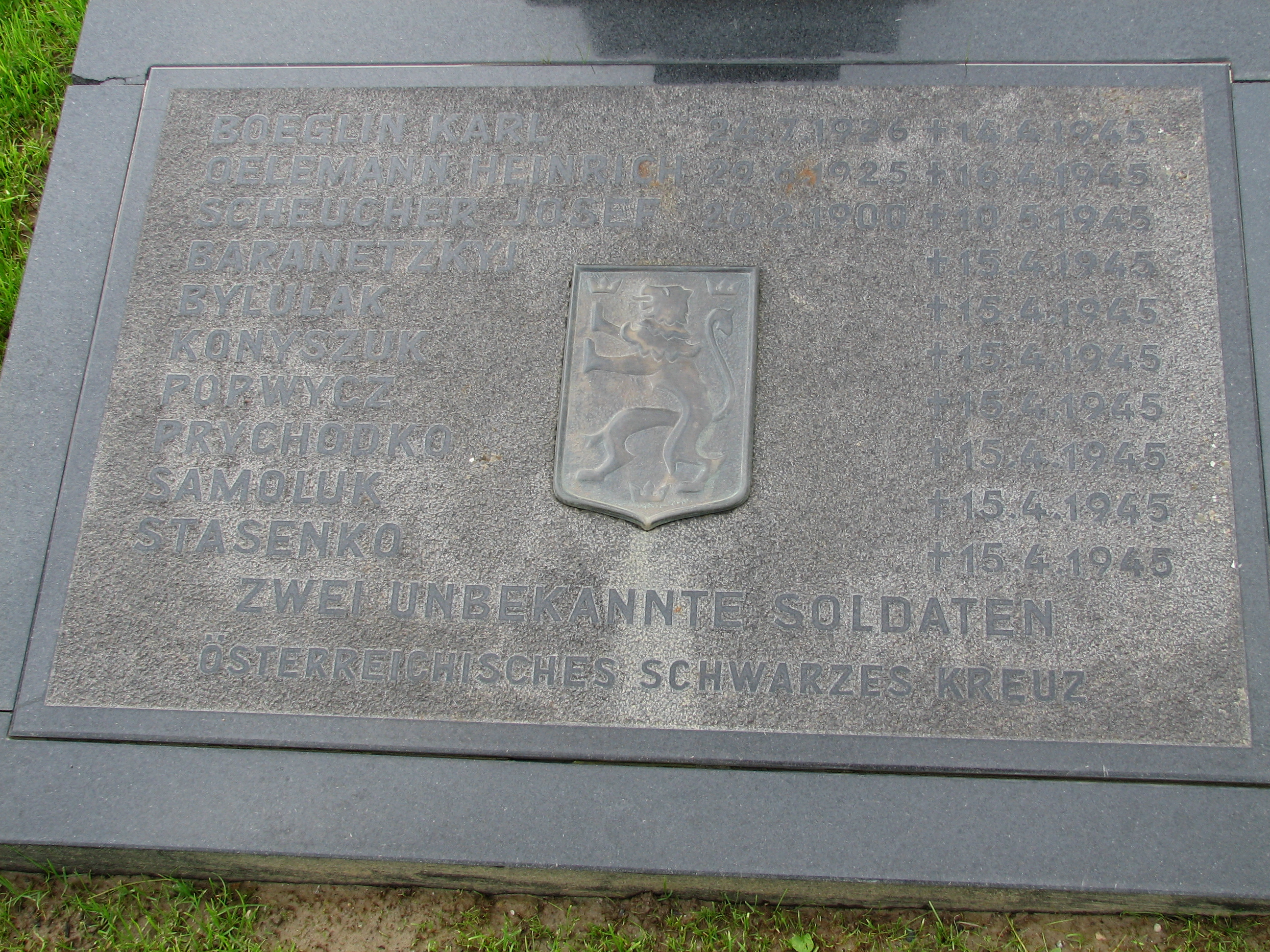
Inschrift des Denkmals

Auf dem örtlichen Friedhof von Gnas errichtete das Österreichische Schwarze Kreuz ein Denkmal, auf dem das Abzeichen der SS-Division Galizien abgebildet ist.

#### USA
Auf dem ukrainisch-katholischen Friedhof Saint Mary’s in Elkins Park, einem Vorort von Philadelphia, steht ein Kreuz, das der Division gewidmet ist. Das American Jewish Committee erklärte, das Denkmal solle entfernt werden.
Ein weiteres Denkmal steht in Warren, einem Vorort von Detroit, an der Seite eines Gebäudes der ukrainischen Kreditgenossenschaft. Der Bürgermeister der Stadt, James R. Fouts, erklärte, nachdem er über das Denkmal informiert worden war, dass: „Es besteht nicht die geringste Chance, dass wir so etwas unterstützen würden.“

#### Kanada
Auf dem ukrainischen Sankt-Wladimir-Friedhof in Oakville, Ontario befindet sich ein Ehrenmal mit dem Emblem der Ukrainischen Aufständischen Armee und der SS-Division. Der kanadische Verein der Freunde des Simon Wiesenthal Zentrums hat wiederholt die Entfernung dieses Denkmals gefordert bis im März 2024 dieses Denkmal tatsächlich entfernt wurde.
Ein weiteres Denkmal steht trotz mehrmaliger Proteste und Vandalenakte noch am St. Michaels Friedhof in Edmonton.

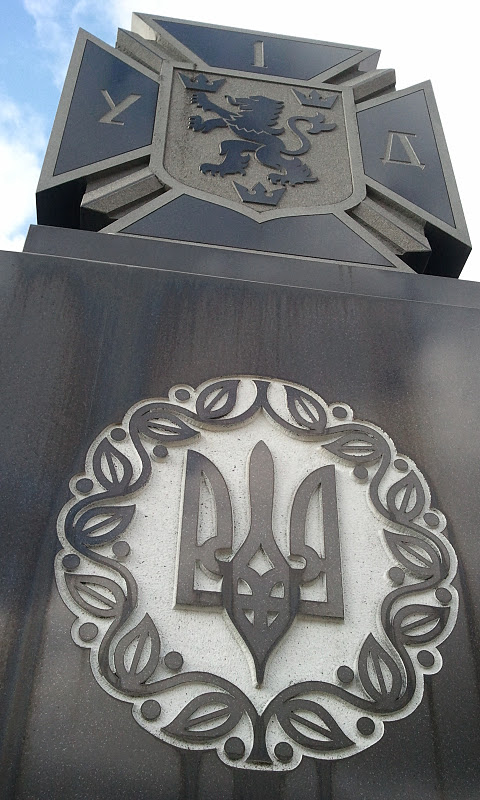
Ehrenmal auf dem Sankt-Wladimir-Friedhof in Oakville, Ontario